# Remedy Entertainment
Remedy Entertainment Ltd. es una desarrolladora privada de videojuegos centrada en crear franquicias de acción y motores gráficos 3D. Sus oficinas se encuentran afincadas en Espoo, Finlandia. Son conocidos por las sagas de videojuegos Max Payne, Alan Wake, Quantum Break y Control.

## Historia
Remedy Entertainment fue fundada en 1995 con la intención de crear videojuegos de acción referentes en el mercado. Algunos de los miembros de Remedy trabajaron antes en Future Crew, una empresa finlandesa dedicada a la demoscene. Hubo rumores de que la totalidad de la empresa la habían formado exmiembros de la citada Future Crew pero fueron posteriormente desmentidos.
En 1996, publicaron su primer videojuego: Death Rally. El juego fue distribuido por Apogee Software y GT Interactive y vendió 90.000 unidades. El videojuego fue reeditado en 2009 para adaptarlo a los sistemas operativos Windows XP, Vista y 7; desde entonces se puede conseguir de forma gratuita en la web de la compañía.
En el año 1997 crearon Final Reality, un benchmark tridimensional que se convirtió en el referente para las comparativas de tarjetas gráficas, distribuyéndose más de 5 millones de copias en todo el mundo. Tras este éxito, que Remedy consideró alejado de sus objetivos, se fundó una nueva empresa que se ocuparía de los benchmarks, Futuremark. Esta desarrolló los programas siguientes, llamados 3Dmark y que han sobrepasado los 20 millones de copias distribuidas.
En 1998, LucasArts advirtió a Remedy que tomaría acciones legales por plagio del logo. Remedy declaró estar cambiando el logo en ese momento así que lo quitó de la página web hasta la llegada del siguiente y actual.
En 2001, tras 4 años de trabajo, Remedy lanzó al mercado de compatibles el primer juego de su franquicia estrella Max Payne. Un juego de acción en tercera persona con un innovador uso del denominado «efecto bala». El juego contó con el apoyo de 3D Realms, fue distribuido por The Gathering y, en Europa en su versión PC, por Take-Two Interactive. Más tarde aparecieron las versiones para PlayStation 2 y Xbox, desarrolladas por Rockstar Canada y Neo respectivamente, y distribuidas por Rockstar Games. El juego cosechó más de 80 premios entre la prensa.
En mayo de 2002 Take Two Interactive compró los derechos de Max Payne a Remedy y 3D Realms, al mismo tiempo se anunció la secuela que seguiría bajo el desarrollo de Remedy. A finales del siguiente año salió a la venta Max Payne 2: The Fall of Max Payne. La secuela tuvo una buena acogida por parte de la crítica, consiguiendo una veintena de premios.
Tras la salida de Max Payne 2, Remedy se puso a trabajar en un nuevo proyecto que fue presentado en el E3 del 2005. El juego, denominado Alan Wake, estuvo en desarrollo durante más de 5 años hasta que en mayo de 2010 salió a la venta, siendo distribuido y producido por Microsoft Game Studios. Este tuvo una acogida más discreta por la crítica y ha vendido unas 1.030.000 copias.
Posteriormente Remedy desarrolló capítulos extra para Alan Wake. El primero de estos, "La señal", salió el 27 de julio de 2010 para Xbox Live. Otro capítulo, "El escritor", salió en octubre del mismo año.
Finalmente, Alan Wake's American Nightmare sigue los eventos inmediatamente después de Alan Wake, pero no es una secuela del mismo. El juego salió a la venta en mayo del 2012 para Xbox Live Arcade y Steam.
En mayo de 2013, durante la presentación de Xbox One, Remedy anuncia Quantum Break, un proyecto cross-media entre videojuego y serie de televisión. En el E3 2013 se revelan más detalles sobre su argumento y su lanzamiento, planificado para 2014 (posteriormente retrasado hasta 2016).
El 5 de abril de 2016 se lanza al mercado Quantum Break de acción en tercera persona cuya historia trata sobre los viajes en el tiempo y las implicaciones que tiene. Su jugabilidad se basa en la dualidad entre una especie de poderes de control del tiempo y manejo de armas de fuego, pudiendo acabar con los enemigos con una amplia gama de combinaciones de ataques.
El 27 de agosto de 2019 Remedy publica Control, que sigue la estela de Quantum Break en cuanto a jugabilidad, de nuevo mezclando poderes sobrenaturales con armas de fuego, pero en esta ocasión los poderes son telekineticos y no temporales y las armas no son armas de fuego sino que disparan una especie de balas de energía. La trama se centra en Jesse Faden, quien llega a un extraño edificio de una agencia gubernamental secreta conocida como Federal Bureau of Control en busca de su hermano que fue secuestrado por dicha agencia cuando ambos eran niños. Control tuvo muy buena acogida por parte de la critica así como de los jugadores.
En la ceremonia de los Game Awards de 2021 se anunció la secuela a Alan Wake, titulada simplemente Alan Wake II.
El 27 de octubre de 2023 salió a la venta Alan Wake II, cuya historia transcurre 13 años después de los eventos del primer juego.

## Lista de juegos
| Juego                              | Año  | Plataforma(s)                           |
| ---------------------------------- | ---- | --------------------------------------- |
| Death Rally                        | 1996 | MS-DOS                                  |
| Death Rally                        | 2009 | Windows                                 |
| Max Payne                          | 2001 | Windows, Xbox, PlayStation 2            |
| Max Payne 2: The Fall of Max Payne | 2003 | Windows, Xbox, PlayStation 2            |
| Alan Wake                          | 2010 | Xbox 360                                |
| Alan Wake                          | 2012 | Windows                                 |
| Death Rally (remake)               | 2011 | iOS                                     |
| Death Rally (remake)               | 2012 | Windows, Android                        |
| Alan Wake's American Nightmare     | 2012 | Windows, Xbox 360                       |
| Quantum Break                      | 2016 | Windows, Xbox One                       |
| Control                            | 2019 | Windows, Xbox One, PlayStation 4        |
| CrossfireX                         | 2022 | Windows, Xbox One                       |
| Alan Wake II                       | 2023 | Windows, Xbox Series X/S, PlayStation 5 |
| FBC: Firebreak                     | 2025 | Windows, Xbox Series X/S, PlayStation 5 |